# حشره‌خوار باتلاقی کاهوزی
 حشره‌خوار باتلاقی کاهوزی (نام علمی: Crocidura stenocephala) نام یک گونه از سرده حشره‌خوارهای دندان‌سفید است.